# Pizzo di Madéi
Il Pizzo di Madéi (2.551 m s.l.m. - detto anche Pizzo Medaro) è una montagna delle Alpi Ticinesi e del Verbano nelle Alpi Lepontine in particolare nel Gruppo dell'Onsernone.

## Descrizione
La sua cima si trova esattamente sul confine tra l'Italia (Piemonte) e la Svizzera (Canton Ticino). Dal versante italiano la montagna si colloca tra la Valle Isorno e la Valle Onsernone; dal versante svizzero si trova sul fondo della valle di Vergeletto (laterale della valle Onsernone). La vetta del Medaro collega tra loro tre creste: una che arriva da sud, una da nord e una da est. La cresta sud conduce prima alla cima del Pizzo del Fornale (2490  m s.l.m.) poi alla Bocchetta del Ragozzo (2219  m s.l.m.) dove è collocato il bivacco Barbieri e infine prosegue per la Punta di Pezza Comune (2429  m s.l.m.). La cresta verso est, dove corre il confine di stato, chiamata Cresta di Madéi, prosegue verso la Cima di Fracchia (2207  m s.l.m.). La cresta nord invece conduce al Pizzo di Porcaresc (2467  m s.l.m.). La conca ad anfiteatro che si forma a nord-est del Medaro dove si conclude la Valle di Vergeletto, ramificazione della Valle Onsernone, prende il nome di Fornale di Madéi.

## Punti di Appoggio
- Capanna Arena - per l'ascesa dalla Val Vergeletto
- Rifugio Primo Bonasson - per l'ascesa dalla valle Agrasino
- Bivacco Barbieri - presso la Bocchetta del Ragozzo

## Cartografia
- Istituto Geografico Centrale, Carta dei Sentieri, scala 1:50.000 n.11 Domodossola e val Formazza
- Carta Kompass, Carta Escursionistica, scala 1:50.000 n.89 Parco Naturale Alpe Veglia e Alpe Devero, Valle Antigorio, Val Formazza